# Ellis Clarke
Ellis Emmanuel Innocent Clarke (Port of Spain, 28 dicembre 1917 – Maraval, 30 dicembre 2010) è stato un politico trinidadiano.
È stato il primo Presidente di Trinidad e Tobago, in carica dall'agosto 1976 al marzo 1987.
Inoltre è stato il secondo e ultimo, dopo Solomon Hochoy, Governatore generale di Trinidad e Tobago, figura in vigore dal 1962 al 1976 nel periodo storico di transizione dall'indipendenza alla costituzione della Repubblica. In particolare Clarke ricoprì questo ruolo dal settembre 1972 all'agosto 1976.
Durante i suoi dieci anni di presidenza si sono alternati tre Primi ministri: Eric Williams, George Chambers e Arthur Robinson.